# SCADA

Uproszczony przykład wizualizacji przebiegu procesu w systemie SCADA

SCADA (ang. Supervisory Control And Data Acquisition) – system informatyczny nadzorujący przebieg procesu technologicznego lub produkcyjnego. Jego główne funkcje obejmują zbieranie aktualnych danych (pomiarów), ich wizualizację, sterowanie procesem, alarmowanie oraz archiwizację danych.

## Struktura systemu

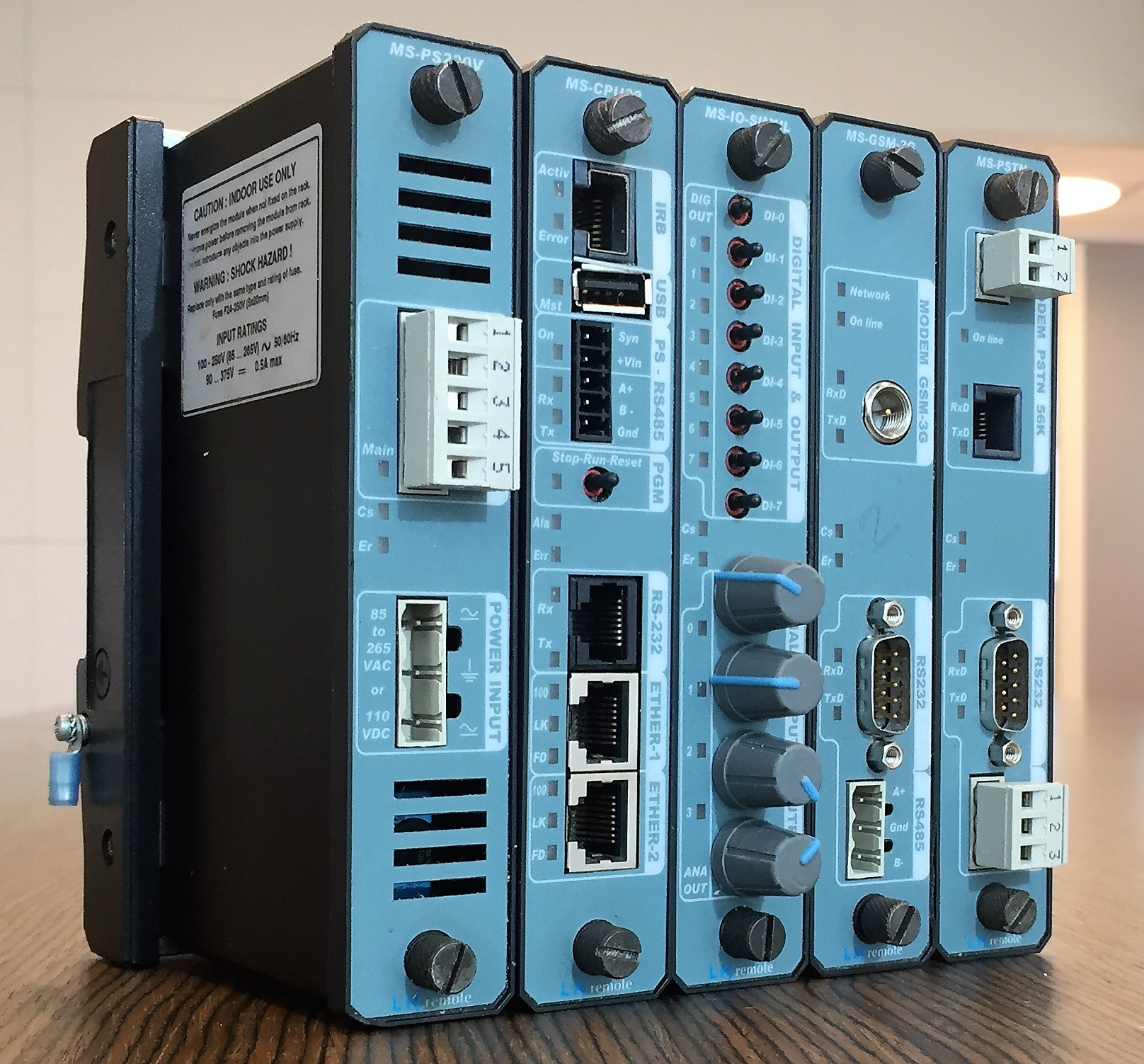
Modułowy RTU

Termin SCADA zwykle odnosi się do systemu komputerowego, który pełni rolę nadrzędną (centralną) w stosunku do zdalnych urządzeń końcowych (RTU, ang. Remote Terminal Unit). Urządzenia RTU zbierają informacje o stanie urządzeń technicznych poprzez pomiary wielkości ciągłych (np. natężenia prądu, prędkości przepływu płynu czy temperatury) oraz dyskretnych (o wartościach rozdzielnych, np. stan zaworu otwarty/zamknięty, pozycja przełącznika 1,2,...n) i transmitują je do centralnego systemu SCADA, a także przyjmują polecenia z systemu centralnego i według nich oddziałują na urządzenia (np. włączają i wyłączają, ustawiają zadane parametry pracy). Rolę RTU mogą pełnić uniwersalne sterowniki (PLC, ang. programmable logic controller) bądź dedykowane urządzenia, w tym modułowe (o konfiguracji sprzętowej dostosowywanej do potrzeb). Poza podstawowymi funkcjami RTU zbierania danych i przekazywania poleceń sterujących, mogą one pełnić rolę lokalnych sterowników lub zabezpieczeń, prowadząc automatyczny nadzór i sterowanie urządzeniami (np. wykrywanie nieprawidłowości w pracy urządzeń i ich zatrzymywanie lub wyłączanie).
Centralnym składnikiem systemu SCADA jest baza danych przechowująca bieżące informacje o stanie urządzeń biorących udział w nadzorowanym procesie technologicznym. W bazie tej zapisywane są także informacje o wszystkich istotnych zdarzeniach zachodzących w urządzeniach, zarówno typowych jak alarmowych (np. fakt włączenia lub wyłączenia urządzenia, wykonania sterowania urządzeniem, przekroczenia przez nadzorowane parametry zadanych progów ostrzegawczych i alarmowych) oraz informacje archiwalne. Z bazą danych współpracuje podsystem łączności, wymieniający informacje z RTU, oraz podsystem wizualizacji i raportowania, udostępniający operatorom informacje w postaci schematów, wykresów i zestawień tabelarycznych. Za pośrednictwem systemu SCADA operatorzy zadają generalne parametry procesu, nadzorują jego przebieg i w razie potrzeby prowadzą proces w trybie ręcznym czy awaryjnym.

### Systemy HMI/SCADA
Interfejs HMI (ang. Human Machine Interface) – to interfejs komunikacyjny, umożliwiający interakcję operatora z maszyną. Często występuje w postaci paneli HMI.
Przedstawia informacje o instalacji w formie diagramów synoptycznych. Interfejs HMI jest połączony z komputerem nadzorującym SCADA w celu dostarczania danych w czasie rzeczywistym do sterowania diagramami synoptycznymi, wyświetlaniami alarmów i wykresami trendów.
Interfejs HMI realizuje podstawowe funkcje systemu SCADA, ale to SCADA jest systemem nadrzędnym. Co więcej, to SCADA ma kontrolę nad całością procesu, a panel HMI – zazwyczaj tylko nad pojedynczą maszyną (sterowanie lokalne). Nowoczesne systemy SCADA łączą w sobie obie te funkcje, stąd często nazywane są systemami HMI/SCADA.

## Komponenty systemu SCADA
Systemy SCADA zbudowane są z 3 komponentów:
1. Sprzęt
  - komputery
  - PLC / PAC
  - moduły komunikacyjne
2. Technologia komunikacji
  - Ethernet
  - RS-232/485
  - Modbus
  - OPC
  - MQTT
  - DNP3
  - IEC 61850
  - IEC 60870(inne języki)
3. Oprogramowanie
  - runtime
  - inżynieryjne
  - drivery komunikacyjne

## Przykładowe systemy SCADA
- Adroit – system SCADA wraz z oprogramowaniem raportującym OPUS oraz dostępem poprzez strony web (VIZNET). Producent: Adroit Technologies
- AutoLink – oprogramowanie SCADA firmy ASCON
- AVEVA System Platform – system typu SCADA od AVEVA, Platforma Systemowa AVEVA (dawniej Wonderware), dystrybutor ASTOR obok AVEVA Plant SCADA, AVEVA InTouch HMI, AVEVA Edge
- ANT Studio – oprogramowanie SCADA firmy ANT, do integracji systemów automatyki i pomiarów z wbudowanym serwerem WWW, telemetrią, oraz językiem skryptów (Tcl/Tk)
- Asix[3] – pakiet projektowania i realizacji systemów wizualizacji i nadzoru komputerowego firmy ASKOM[4]
- CoMeta – polski system SCADA firmy MetaSoft[5]
- Control Maestro (dawniej Wizcon Supervisor) – oprogramowanie SCADA firmy Elutions
- DEMKOP[6] – system dla dyspozytorni energomechanicznych firmy Somar[7]
- ECONTROL – system nadzoru i wizualizacji firmy ENERGOTEST
- EDS – system zbierania i przetwarzania danych obiektowych firmy Transition Technologies S.A.[8]
- EMAC – system nadzoru i wizualizacji firmy ENERGOTEST
- ENERGIA[9] – polski system firmy NUMERON w standardzie TETRA przeznaczony do nadzoru i wizualizacji danych o energii elektrycznej
- eVoster – system nadzoru i wizualizacji firmy VOLEN S.A.
- GEMOS – System Zarządzania Budynkiem i Bezpieczeństwem firmy ELA COMPIL
- GENESIS64[10] – systemy SCADA firmy Iconics oparte na technologii OPC-UA
- IC-VIEW[11] – systemy nadzoru i sterowania instalacji energetycznych i innych mediów serii ICPower firmy Inter-Consulting.
- Ignition[12] – system SCADA oraz MES oparty na technologii Java. Wydawcą oprogramowania jest firma Inductive Automation.
- infoU – oprogramowanie SCADA firmy LSIS
- LBX[13] – system zbierania, wizualizacji, sygnalizacji i sterowania firmy LAB-EL (nadzór temperatury, wilgotności),
- National Instruments LabVIEW
  - środowisko do tworzenia systemów SCADA (graficzny język programowania).
- MicroSCADA – produkt firmy ABB służący do wizualizacji stacji elektroenergetycznej
- MonSter – SCADA, system sterowania i monitorowania dedykowany dla oświetlenia nawigacyjnego na lotniskach. Producentem technologii jest firma AP-TECH Sp. z o.o.[14]
- Movicon SCADA – oprogramowanie wizualizacyjne służące do kontroli, monitorowania i archiwizacji parametrów urządzeń oraz procesów przemysłowych.
- OpenEye SCADA[15] – oprogramowanie firmy WASKO S.A.[16]
- Pro Tool
- PRO-2000[17] – system SCADA po polsku
- Proficy HMI/SCADA firmy GE Vernova
  - Proficy HMI/SCADA CIMPLICITY, dawna nazwa CIMPLICITY Plant Edition[18]
  - Proficy HMI/SCADA iFIX (dawniej GE iFIX)[19]
  - Proficy Webspace – system SCADA w przeglądarce WWW[20]
- PSIcontrol[21] – system SCADA firmy PSI Software SE do zarządzania, sterowania i monitorowania sieci elektroenergetycznych.
- PSI PRINS[22][23] – System Zarządzania Sieciami firmy PSI Software SE (do 1.05.2019 pod nazwą BTC PRINS rozwijany przez firmę BTC AG) przeznaczony do kontrolowania procesów lokalnych i rozproszonych oraz sterowania nimi (w sieci elektrycznej, gazowej, wodnej).
- PROMOTIC SCADA system firmy Microsys[24]
- RSView firmy Rockwell Automation
- SAURON[25] – system dyspozytorski przeznaczony dla średnich i dużych zakładów przemysłowych oraz górnictwa firmy REDNT S.A..
- SCADA: Solutions Centre
- SCADA – producent Quantum Qguar[26]
- SCADABr[27]
- SCADA-LTS[28]
- SCADA-MES – system firmy APLIXCOM oparty na serwerze OPC służący do nadzorowania i wizualizacji procesów na produkcji.
- SCATEX – system SCADA portugalskiej firmy EFACEC
- SMEW SCADA – System monitoringu elektrowni wiatrowych firmy DATAMATIC[29]
- SMoK[30] – System Monitorowania Kompleksów Ścianowych firmy Somar[7]
- Syndis – system nadzoru, doradztwa i sterowania, firmy Mikronika[31]
- SZARP[32] – polskie oprogramowanie SCADA na licencji GPL
- TAC VISTA – System nadzoru i monitorowania, dostępne wersje w języku polskim.
- TelWin SCADA[33] – oprogramowanie typu SCADA polskiego producenta firmy TEL-STER Sp. z o.o.
- TELEXUS – oprogramowanie SCADA/Telemetryczne firmy Atrem S.A.
- THOR – SCADA firmy Sevitel przeznaczona do dyspozytorni zakładów przemysłowych, odpowiedzialna za rejestrację i wizualizację wybranych parametrów środowiska oraz procesów technologicznych, a także archiwizację i raportowanie ułatwiające analizę stanu monitorowanego obiektu[34]
- TRACE MODE[35] – oprogramowanie SCADA/HMI
- UniArt – międzynarodowa SCADA produkcji izraelskiej, dystrybuowana w polskiej wersji językowej przez firmę SATCONTROL automatyka[36]
- VERO System – oprogramowanie firmy Elektro-System typu SCADA służące do kontroli, monitorowania, wizualizacji i archiwizacji parametrów urządzeń oraz procesów przemysłowych.
- Vijeo CITECT – system nadzoru i wizualizacji procesów przemysłowych firmy Schneider Electric, dodatkowo możliwa jest również archiwizacja danych poprzez oprogramowanie Vijeo HISTORIAN
- WinCC[37] firmy Siemens
- WebHMI[38] – system SCADA/HMI do integracji systemów automatyki, z możliwością organizacji dostępu i zarządzania poprzez przeglądarki, z serwerem WWW, API oraz językiem skryptów Lua.
- Web SCADA[39]
- windEX – system nadzoru sieci elektroenergetycznych firmy Apator[40]
- WindMon SCADA – System monitoringu elektrowni wiatrowych autorstwa firmy Wind-Service.com Sp. z o.o.[41]
- Winlog SCADA software – Sielco Sistemi SCADA system with OPC Client
- Wonderware InTouch – system SCADA z wbudowanym dostępem zdalnym[42]
- ZenOn – oprogramowanie HMI/SCADA firmy COPA-DATA